# Campeonato Mundial de Atletismo de 2011 - 400 m masculino
A prova dos 400 metros masculino do Campeonato Mundial de Atletismo de 2011 foi disputada entre 28 e 30 de agosto no Daegu Stadium, em Daegu.

## Recordes
Antes desta competição, os recordes mundiais e do campeonato nesta prova eram os seguintes:
| Tipo                  | Atleta          | Tempo | Local   | Data                 | Ref |
| --------------------- | --------------- | ----- | ------- | -------------------- | --- |
|                       | Michael Johnson | 43.18 | Sevilha | 26 de agosto de 1999 | ver |
| Recorde do campeonato | Michael Johnson | 43.18 | Sevilha | 26 de agosto de 1999 | ver |

## Medalhistas
| Ouro               | Prata                 | Bronze             |
| Kirani James (GRN) | LaShawn Merritt (USA) | Kévin Borlée (BEL) |

## Cronograma
| Data         | Hora  | Evento    |
| ------------ | ----- | --------- |
| 28 de agosto | 11:15 | Bateria   |
| 29 de agosto | 20:00 | Semifinal |
| 30 de agosto | 21:45 | Final     |

Todos os horários são horas locais (UTC +9)

## Resultados

### Bateria
Qualificação: Os 4 de cada bateria (Q) e os 4 mais rápidos (q) avançam para a semifinal.
| Colocação | Atleta                                 | Tempo          |
| --------- | -------------------------------------- | -------------- |
| 1         | Granada Rondell Bartholomew            | 44 s 82 Q      |
| 2         | Trinidad e Tobago Renny Quow           | 44 s 84 (SB) Q |
| 3         | Estados Unidos Greg Nixon              | 45 s 16 Q      |
| 4         | Ilhas Virgens Americanas Tabarie Henry | 45 s 22 Q      |
| 5         | Jamaica Riker Hylton                   | 45 s 54 q      |
| 6         | Benim Mathieu Gnanligo                 | 47 s 01        |
| 7         | Papua-Nova Guiné Nelson Stone          | 47 s 86        |
| 8         | Guiné Kerfalla Camara                  | 49 s 74 (PB)   |

| Colocação | Atleta                           | Tempo        |
| --------- | -------------------------------- | ------------ |
| 1         | Jamaica Jermaine Gonzales        | 45 s 12 Q    |
| 2         | Estados Unidos Jamaal Torrance   | 45 s 44 Q    |
| 3         | Polónia Marcin Marciniszyn       | 45 s 51 Q    |
| 4         | Bahamas Demetrius Pinder         | 45 s 53 Q    |
| 5         | Dominica Erison Hurtault         | 46 s 10 q    |
| 6         | Angola Nicolau Palanca           | 49 s 37 (SB) |
| 7         | Brunei Ak. Hafiy Tajuddin Rositi | 50 s 12      |

| Colocação | Atleta                                     | Tempo          |
| --------- | ------------------------------------------ | -------------- |
| 1         | Estados Unidos LaShawn Merritt             | 44 s 35 (WL) Q |
| 2         | Bélgica Kévin Borlée                       | 44 s 77 Q      |
| 3         | Sudão Rabah Yousif                         | 45 s 20 Q      |
| 4         | Japão Yuzo Kanemaru                        | 45 s 51 Q      |
| 5         | Rússia Pavel Trenikhin                     | 45 s 55 (PB) q |
| 6         | Vanuatu Arnold Sorina                      | 48 s 76 (SB)   |
|           | República Democrática do Congo Gary Kikaya | DNS            |
|           | República Dominicana Arismendy Peguero     | DNS            |

| Colocação | Atleta                   | Tempo          |
| --------- | ------------------------ | -------------- |
| 1         | Granada Kirani James     | 45 s 12 Q      |
| 2         | Bélgica Jonathan Borlée  | 45 s 16 Q      |
| 3         | Bahamas Ramon Miller     | 45 s 31 (SB) Q |
| 4         | Cuba William Collazo     | 45 s 89 Q      |
| 5         | Coreia do Sul ParkBonggo | 46 s 42 (SB)   |
| 6         | Botswana Pako Seribe     | 46 s 97        |
| 7         | Paraguai Augusto Stanley | 47 s 31        |
| 8         | Palestina Bahaa Al Farra | 49 s 04 (PB)   |

| \| Colocação \| Atleta \| Tempo \| \| --------- \| ----------------------------- \| -------------- \| \| 1 \| Bahamas Chris Brown \| 45 s 29 Q \| \| 2 \| Grã-Bretanha Martyn Rooney \| 45 s 30 (SB) Q \| \| 3 \| África do Sul Oscar Pistorius \| 45 s 39 Q \| \| 4 \| Catar Femi Ogunode \| 45 s 42 (SB) Q \| \| 5 \| Costa Rica Nery Brenes \| 45 s 47 q \| \| 6 \| Estados Unidos Tony McQuay \| 46 s 76 \| \| 7 \| Omã Ahmed Mohamed Al-Merjabi \| 47 s 99 \| \| \| Níger Abdou Razack Rabo Samma \| DQ \| |                               |                |
| Colocação | Atleta                        | Tempo          |
| 1 | Bahamas Chris Brown           | 45 s 29 Q      |
| 2 | Grã-Bretanha Martyn Rooney    | 45 s 30 (SB) Q |
| 3 | África do Sul Oscar Pistorius | 45 s 39 Q      |
| 4 | Catar Femi Ogunode            | 45 s 42 (SB) Q |
| 5 | Costa Rica Nery Brenes        | 45 s 47 q      |
| 6 | Estados Unidos Tony McQuay    | 46 s 76        |
| 7 | Omã Ahmed Mohamed Al-Merjabi  | 47 s 99        |
| | Níger Abdou Razack Rabo Samma | DQ             |

### Semifinal
Qualificação: Os 2 de cada bateria (Q) e os 2 mais rápidos (q) avançam para a final.
| Colocação | Atleta                         | Tempo     |
| --------- | ------------------------------ | --------- |
| 1         | Estados Unidos LaShawn Merritt | 44.76 (Q) |
| 2         | Bélgica Kévin Borlée           | 45.02 (Q) |
| 3         | Sudão Rabah Yousif             | 45.43     |
| 4         | Trinidad e Tobago Renny Quow   | 45.72     |
| 5         | Bahamas Ramon Miller           | 45.88     |
| 6         | Japão Yūzō Kanemaru            | 46.11     |
| 7         | Cuba William Collazo           | 46.13     |
| 8         | Dominica Erison Hurtault       | 46.41     |

| Colocação | Atleta                                 | Tempo     |
| --------- | -------------------------------------- | --------- |
| 1         | Granada Kirani James                   | 45.20 (Q) |
| 2         | Ilhas Virgens Americanas Tabarie Henry | 45.53 (Q) |
| 3         | Bahamas Chris Brown                    | 45.54     |
| 4         | Estados Unidos Jamaal Torrance         | 45.73     |
| 5         | Costa Rica Nery Brenes                 | 45.93     |
| 6         | Polónia Marcin Marciniszyn             | 45.94     |
| 7         | Grã-Bretanha Martyn Rooney             | 46.09     |
| 8         | Jamaica Riker Hylton                   | 46.99     |

| Colocação | Atleta                        | Tempo          |
| --------- | ----------------------------- | -------------- |
| 1         | Jamaica Jermaine Gonzales     | 44.99 (Q)      |
| 2         | Bélgica Jonathan Borlée       | 45.14 (Q)      |
| 3         | Granada Rondell Bartholomew   | 45.17 (q)      |
| 4         | Catar Femi Ogunode            | 45.41 (q) (SB) |
| 5         | Estados Unidos Greg Nixon     | 45.51          |
| 6         | Rússia Pavel Trenikhin        | 45.68          |
| 7         | Bahamas Demetrius Pinder      | 45.87          |
| 8         | África do Sul Oscar Pistorius | 46.19          |

### Final
A final teve inicio ás 21:45 
| Colocação         | Faixa | Nome                | Nacionalidade            | Tempo | Notas |
| ----------------- | ----- | ------------------- | ------------------------ | ----- | ----- |
| Medalha de ouro   | 5     | Kirani James        | Granada                  | 44.60 |       |
| Medalha de prata  | 4     | LaShawn Merritt     | Estados Unidos           | 44.63 |       |
| Medalha de bronze | 6     | Kévin Borlée        | Bélgica                  | 44.90 |       |
| 4                 | 3     | Jermaine Gonzales   | Jamaica                  | 44.99 |       |
| 5                 | 8     | Jonathan Borlée     | Bélgica                  | 45.07 |       |
| 6                 | 2     | Rondell Bartholomew | Granada                  | 45.45 |       |
| 7                 | 7     | Tabarie Henry       | Ilhas Virgens Americanas | 45.55 |       |
| 8                 | 1     | Femi Seun Ogunode   | Catar                    | 45.55 |       |

Legenda
| Recorde mundial       | Recorde mundial (World record)               |                       | Recorde africano                      | Recorde africano (African) |                                           | Q | Classificado por posição (Qualified) |
| Recorde do campeonato | Recorde do campeonato (Championship record)  | Recorde da América    | Recorde da América (Americas)         | q                          | Classificado por melhor tempo (Qualified) |   |                                      |
| Melhor marca do ano   | Melhor marca do ano (World leading)          | Recorde asiático      | Recorde asiático (Asian)              | DNS                        | Não largou (Did not start)                |   |                                      |
| Recorde nacional      | Recorde nacional (National record)           | Recorde europeu       | Recorde europeu (European)            | DNF                        | Não terminou (Did not finish)             |   |                                      |
| Recorde pessoal       | Recorde pessoal do atleta (Personal best)    | Recorde da Oceania    | Recorde da Oceania (Oceania)          | DSQ / DQ                   | Desclassificado (Disqualified)            |   |                                      |
| Recorde da temporada  | Recorde da temporada do atleta (Season best) | Recorde sul-americano | Recorde sul-americano (South America) | NM                         | Sem marca (No mark)                       |   |                                      |